# Little Hormead
Little Hormead är en by i civil parish Hormead, i distriktet East Hertfordshire, i grevskapet Hertfordshire i England. Byn är belägen 4 km från Braughing. Little Hormead var en civil parish fram till 1937 när blev den en del av Hormead. Civil parish hade 149 invånare år 1931. Byn nämndes i Domedagsboken (Domesday Book) år 1086, och kallades då Horemede.